# 谷野作太郎
谷野作太郎（1936年6月6日—）是一名知名日本外交官，曾任駐中國和印度大使。出身於東京都。他是村山談話起草人。

## 簡歷

### 學歷
- 1949年 東京第一師範学校男子部附属小学校畢業
- 1952年 東京學藝大學附屬世田谷中學校卒業
- 1955年 都立日比谷高校畢業、東京大学文科第一類進学
- 1959年 外交官試驗高階及格
- 1960年 東京大學法学部畢業

### 職歴
- 1960年 進入外務省
- 1961年-1964年 研修中文
- 1964年 駐香港總領事館副領事
- 1971年 駐蘇聯大使館一等秘書
- 1973年 駐華大使館一等秘書
- 1975年 亞洲局（現在亞洲大洋洲局）東南亞第二課長
- 1978年 亞洲局中国課長
- 1980年 首相秘書官
- 1984年 駐美國大使館公使
- 1987年 亞洲局審議官
- 1989年6月 亞洲局長
- 1992年6月 内閣官房内閣外政審議室長
- 1995年9月 駐印度大使
- 1998年4月 駐華大使
- 2001年4月 退休
- 2002年 早稻田大學亞洲及太平洋研究科客員教授

其後任職東芝、日中友好会館副會長、公益財團法人國立京都國際會館理事、公益財團法人日印協会評議員、小泉純一郎首相專案組成員

## 荣誉

### 外国勋章奖章
- 意大利共和国功绩指挥官勋章（義大利語：Ordine al merito della Repubblica Italiana）（意大利，1982年3月9日公布[3]）：意大利总统佩尔蒂尼于1982年3月9日至15日对日本进行国事访问[4]。